# Macrolobium bifolium
Espèce
Statut de conservation UICN

 LC  : Préoccupation mineure
Synonymes
selon tropicos :
- Macrolobium elegans Miq.
- Macrolobium hymenaeoides Willd.
- Macrolobium stamineum G. Mey.
- Macrolobium vuapa J.F. Gmel.
- Vouapa bifolia Aubl. - Basionyme
- Vouapa staminea (G. Mey.) DC.
- Vuapa bifolia (Aubl.) J. St. Hilaire

selon GBIF :
- Macrolobium elegans Miq.
- Macrolobium hymenaeoides Willd.
- Macrolobium hymenioides
- Macrolobium stamineum E.Mey.
- Macrolobium stamineum G.Mey.
- Macrolobium vuapa J.F.Gmel.
- Vouapa bifolia Aubl. - Basionyme
- Vouapa elegans Miq.
- Vouapa staminea DC.
- Vuapa bifolia (Aubl.) J.St.-Hil.[2]

Macrolobium bifolium est une espèce de plantes à fleurs de la famille des Fabaceae. C'est un arbre amazonien.
Il est connu en Guyane sous les noms de Wapa marécage, Wapa sec, Wapa de rivière, Wapa-dilo, Wapa-larivyé, wapa-marikaj, wapa-sek (Créole), Ouatampana, Watampana, Watapan (Nenge tongo), Wap-purubumna (Palikur), Atapa, Vouapa  (Kali'na), Takulu wɨla (Teko) ɨpewi (Wayãpi), Alawata pana, Watapana (Wayana), Fava-de-tambaqui, Ingarana-vermelho, ipê-do-igapó (Portugais),.
Ailleurs, au Guyana, on l'appelle Water Wallaba, au Suriname Waterbijhout (Néerlandais du Suriname), Watrabirihoedoe (Sranan tongo), Watrapa (Saramaka), Sarébébé (Arawak), Attaapa (Karib), et au Venezuela on l'appelle Basabasarú Daucabera (Warao), Parueyek (Arekuna), Mora rebalsera, Arepito, Arepito rebalsero.
Au Brésil, on le nomme Araparirana, Cedrinho, óleo-comumbá, Ipê-da-várzea, Iperana,.

## Description
Macrolobium bifolium est un arbre haut de 2 à 20 m
Les feuilles comportent 2 follioles coriaces, glabres, subsessiles de forme oblique ovale, oblongue obtuse ou aiguë-acuminée, mesurant 8-18 x 4-7 cm.
Les fleurs sont organisées en grappes tomenteuses, avec de très petites bractées petites rapidement décidues.
Les pétales sont blanc ou rose. 
Les étamines sont longuement exsertes, avec le filet rouge.
L'ovaire est tomenteux.
Les fruits sont des gousses obliques ou ovales, oblongues, pubescentes, avec la suture supérieure dilatée, et mesurant 8-12 x 5-7 cm. Ils contiennent 1-2 graines sub-orbiculaires,

## Répartition
On rencontre Macrolobium bifolium du nord du Brésil (Amapá, Pará) au Venezuela (Delta Amacuro, Bolívar, Amazonas, Apure), en passant par le Guyana, le Suriname, et la Guyane.

## Écologie
Macrolobium bifolium est une espèce de succession secondaire tardive, à feuillage caduque, sciaphile à héliophile, caractéristique et exclusive des forêts ripicoles et des plaines inondables (ex : Varzea), où elle est assez fréquente mais avec une dispersion plus ou moins discontinue. Elle se rencontre préférentiellement sur  les berges des forêts secondaires, sur des sols très humides ou marécageux, avec une bonne fertilité. On la trouve également sur les plages de sable blanc des rives des rivières amazoniennes, à 0-1 200 m d'altitude, où elle est utilisée pour faire de l'ombre. Il produit un grand nombre de graines viables, qui sont généralement disséminées par l'eau des rivières,.
Les graines sont consommées sur terre par la biche rouge et dans l'eau par les Serrasalmidae (Myleus spp.).
Plusieurs aspects ont été étudiés : 
- La morphologie de ses graines et fruits[13],
- sa croissance selon le climat[14],
- sa place dans les écosystèmes ripicoles au Guyana[15] ou dans le Pará[16],
- l'adaptation fonctionnelle du xylème selon les conditions hydroclimatiques et pédologiques[17],
- la dissémination de ses graines hydrochores[18],
- sa taxonomie[19],
- sa nodulation[20],[21],
- les propriétés physiques de son écorce et de son bois[22],

## Usages
Son bois de cœur imputrescible est recommandé pour faire des poteaux de carbet, des solives et des pilotis. Il produit aussi un excellent bois de feu, car il est capable de brûler dans toutes les conditions hygrométriques-
En Guyane, on récolte dans ses vieux troncs et poteau, les larves comestibles de coléoptère (Dynastinae).
Le bois de Macrolobium bifolium est utilisé localement dans la construction, pour la menuiserie et les manches d'outils, ainsi que comme bois de chauffe pour produire du charbon de bois. L'écorce est réputée avoir des propriétés médicinales. L'arbre est recommandé pour la composition de reboisements hétérogènes pour le rétablissement de la végétation dans les zones dégradées.
Ses extrait ont été testé pour ses propriétés insecticides dans la lutte anti-moustique.

## Protologue

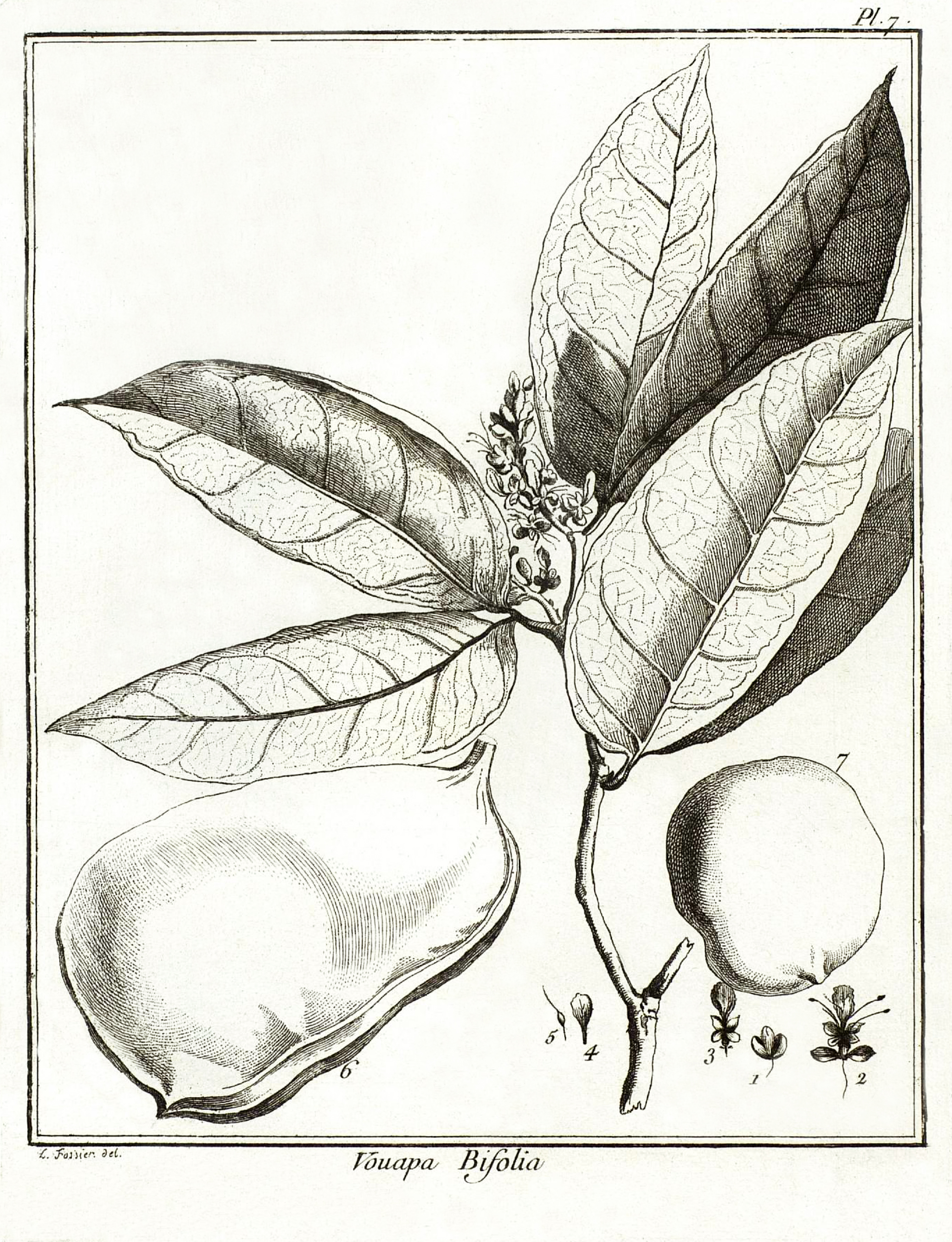
Macrolobium bifolium par Aublet (1775) :
Planche 7. On a repréſenté la fleur, le fruit, la graine ou fève, de grandeur naturelle. - 1. Bouton de fleur garni de deux feuillets. - 2. Fleur épanouie, garnie à ſa baſe de deux feuillets. - 3. Calice. Pétale. - 4. pétale ſéparé. - 5. piſtil - 6. Silique. - 7. Fève.

En 1775, le botaniste Aublet en a proposé le protologue suivant : 

« 1. VOUAPA bifolia. (Tabula 7.)
Arbor trunco ſexaginta-pedali, ad ſummitatem ramoſiſſimo ; ramis & ramulis latè hùc & illùc ſparſis. Folia alterna, pinnata ; foliolis duobus eodem petiolo adnexis, ovato-oblongis, acutis, glabris, integerrimis, uno latere latioribus. Stipulæ binæ, exiguæ, deciduæ, ad baſim petioli communis. Flores corymboſi, axillares & terminales.
Florebat Novembri. Fructum ferebat Januario.
Nomen Caribaeum Vouapa.
Habitat in ſylvis Caïennæ & Guianæ prope littora fluviorum & amnium.

LE VOUAPA à deux folioles. (Planche 7.)
Le tronc du Vouapa s'élève à ſoixante pieds & plus, ſur trois pieds & plus de diamètre. Son écorce eſt liſſe, grisâtre. Son bois extérieur eſt blanchâtre ; l'intérieur eſt rouſsâtre : l'un & l'autre ſont compactes. Il pouſſe à ſon ſommet un grand nombre de branches tortueuſes & rameuſes qui s'élèvent, & ſe répandent en tout ſens; les rameaux ſont garnis de feuilles alternes, compoſées de deux folioles placées à l'extrémité d'un pédicule court qui eſt accompagné à ſa baſe de deux petites stipules aiguës qui tombent de bonne heure. Les folioles ſont vertes, fermés, épaiſſes, liſſes, ovales, terminées par une longue pointe ; les plus grandes ont cinq pouces de longueur ſur deux de largeur ; la nervure longitudinale ne les partage pas en deux portions égales. 
Les fleurs naiſſent ſur un petit bouquet aux aiſſelles des feuilles & à l'extrémité des rameaux. Leur calice eſt renfermé entre deux larges feuillets vertes, arrondis, & concaves. Il eſt rougeâtre, petit, d'une ſeule pièce, & diviſè en quatre parties aiguës. 
La corolle eſt un pétale violet, large, arrondi & ondé à ſon ſommet, grêle à ſa baſe, & attaché par un onglet dans le fond du calice." 
Le pistil eſt un ovaire comprimé, porté ſur un pivot, ſurmonté d'un style très délié & terminé par un stigmate obtus. 
L'ovaire devient une silique large, arrondie d'un côté, marquée d'une large arrête ſur l'autre, bordée de deux feuillets ſaillants, & terminée par une pointe, qui eſt le reſte du ſtyle. La ſilique eſt jaunâtre, ſèche : elle s'ouvre avec élaſticité en deux valves : elle contient une ſeule graine de la forme d'une fève, arrondie, applatie, fermé, dure, couverte d'une membrane coriace & rouſsâtre. 
Lorſqu'on coupe le bois de cet arbre, il ſuinte de l'inciſion une matière liquide & huileuſe. On ſe ſert des éclats de ce bois allumé pour éclairer au lieu de flambeau & pour faire des manches de haches, ou autres outils, des canots, des pieux, des pilotis. Il s'emploie auſſi dans la conſtruction des maiſons, & dans la menuiſerie. Il paſſe pour être incorruptible étant dans l'eau, hors de l'eau, & piqué en terre. 
Cet arbre eſt nommé Vouapa par les Galibis. Il étoit en fleur dans le mois de Novembre, & en fruit dans le mois de Janvier. 
Le Vouapa croît dans les grandes forêts de la Guiane, ſur le bord des rivières. On le trouve auſſi dans l'île de Caïenne, & au bord des criques du quartier d'Aroura, mais il ne s'élève pas ſi haut. »

— Fusée-Aublet, 1775.